# Estadi de San Mamés (1913)
|  | Aquest article tracta sobre l'antic estadi de San Mamés. Si cerqueu el nou estadi, vegeu «Estadi de San Mamés (2013)». |

L'Estadi de San Mamés va ser un estadi de futbol de Bilbao (País Basc) on jugava els seus partits com a local l'Athletic Club. Fou inaugurat el 21 d'agost de 1913, tenia una capacitat de 40.000 espectadors i unes dimensions de joc de 103x68 m. Popularment se l'anomenava La Catedral. La propietat de l'estadi era de l'Athletic Club i fins a la seva remodelació, fou l'únic que havia acollit totes les edicions de la primera divisió.
Prenia el seu nom de la veïna residència per la 3a edat de San Mamés, al qual pertanyíen els terrenys sobre el que fou eregit i com Sant Mamés fou un sant màrtir que morí als ser llançat als lleons, d'aquí ve l'àlies dels jugadors de l'Athletic: els lleons.

## Història
El disseny original de l'estadi és obra de l'arquitecte Manuel María Smith i la primera pedra es col·locà el 20 de gener de 1913, inaugurant-se el 21 d'agost d'aquell mateix any amb un partit contra el Real Unión d'Irún que finalitzà 1-1. Pichichi fou el primer jugador a marcar un gol en el nou estadi.
L'aforament inicial era de 3.500 espectadors, essent a mitjans de la dècada de 1920 que s'amplià fins a 9.5000, a la que li seguiren d'altres fins a arribar als 47.000 espectadors de capacitat l'any 1952 gràcies a la creació de la tribuna central, coronada per l'arc que fou durant temps l'ensenya de l'estadi bilbaí.
Després de nombroses reformes, l'estadi esdevingué una de les seus per la Copa del Món de Futbol de 1982 i albergà tots els partits del Grup D, en els quals es trobaven enquadrades les seleccions d'Anglaterra, França, Txecoslovàquia i Kuwait.
L'any 1997 s'eliminaren les tanques que separaven el públic del terreny de joc i se suprimiren les 10.000 localitats de peu per tal d'adequar l'estadi a la normativa de la FIFA, amb el qual la capacitat quedà reduïda a 40.000 espectadors.
El 5 de juny de 2013 es va celebrar l'últim partit a l'antic estadi de San Mamés, que enfrontà a l'Athletic Club de Bilbao i a la selecció de futbol del País Basc. El partit va servir d'homenatge del club bilbaí al que durant cent anys fou el seu estadi local. L'endemà van començar els treballs de demolició de l'estadi.

## Nou estadi
El nou estadi de San Mamés, anomenat San Mamés Barria i situat a la mateixa ubicació que l'antic estadi, es va inaugurar per primer cop el 16 de setembre de 2013, en la quarta jornada de lliga de primera divisió 2013-2014. El primer partit inaugural va enfrontar l'Athletic Club contra el Reial Club Celta de Vigo, en un partit on estaven complertes tres quartes parts de la graderia de l'estadi. La inauguració amb l'estadi tancat definitivament i la graderia completa es va celebrar quasi un any després, el 27 d'agost de 2014, en la tornada de la ronda prèvia de la Champions League 2014-2015. El rival d'aquell partit fou el SSC Napoli i el club bilbaí va guanyar per 3-1, cosa que els va classificar a la fase final de la Lliga de Campions d'aquell any.